# Gruta do Cerrado dos Algares
A Gruta do Cerrado dos Algares é uma gruta portuguesa localizada na freguesia do Norte Pequeno, concelho da Calheta, ilha de São Jorge, arquipélago dos Açores.
Esta cavidade apresenta uma geomorfologia de origem vulcânica em forma de tubo de lava.
Este acidente geológico tem uma altura máxima de 4 m.